# Halicampus dunckeri
Espèce
Halicampus dunckeri, communément nommé poisson-aiguille de Duncker ou syngnathe de Duncker, est une espèce de poisson de la famille des syngnathes. 

## Description
Le poisson-aiguille de Duncker est un poisson de petite taille qui peut atteindre une longueur maximale de 15 cm.
Son corps fin et allongé est doté de nageoires réduites difficilement observables. La teinte de son corps est très variable d'un individu à l'autre allant du blanc-crème au brun sombre en passant par le rouge-brique ainsi que des teintes jaunâtres. Le corps est parsemé de petites excroissances cutanées blanchâtres ainsi que de traits pâles irréguliers sur la surface dorsale de l'animal. La tête est petite avec de grands yeux, le museau est court et possède souvent une tache blanche caractéristique à son extrémité.

## Distribution et habitat
Le poisson-aiguille de Duncker est présent dans les eaux tropicales et subtropicales du bassin Indo-Pacifique ouest soit des côtes orientales de l'Afrique, Mer Rouge incluse, jusqu'aux Iles Salomon et du sud du Japon à la Grande barrière de corail.
Le syngnathe de Duncker se rencontre proche du fond dans la zone comprise entre la surface et 25 m de profondeur. Il affectionne les espaces récifaux, sablonneux et caillouteux avec des algues ou des détritus divers parmi lesquels il peut aisément se fondre.

## Biologie
Comme nombre de leurs congénères appartenant à la famille des Syngnathes, le poisson-aiguille de Duncker a un mode de vie benthique et est ovovivipare. Sa reproduction se déroule durant une parade nuptiale où la femelle déposera ses œufs sous la surface ventrale du mâle entre deux replis cutanés formant une sorte de poche protectrice dans laquelle il fécondera ces derniers et les protègera au cours de la période d'incubation.
Le syngnathe de Duncker est un carnivore. Son régime alimentaire est basé sur l'absorption de petits organismes invertébrés et autres crustacés qu'il aspire via son museau tubulaire.